# Episodi di Occhi di gatto

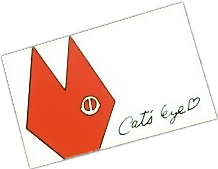
Il biglietto da visita della banda Occhi di gatto

Lista degli episodi di Occhi di gatto (Cat's Eye), anime di due stagioni tratto dall'omonimo manga di Tsukasa Hōjō, trasmesso in Giappone su Nippon Television dall'11 luglio 1983 all'8 luglio 1985. In Italia è stato trasmesso su Italia 1 dal 15 settembre 1985 al 10 luglio 1986.

Le sigle originali di apertura sono CAT'S EYE di Anri per la prima stagione e Derringer (デリンジャー?) di Mariko Tone per la seconda. Quelle di chiusura sono DANCING WITH THE SUNSHINE di Anri, in versione giapponese per gli ep. 1-12 e in inglese per gli ep. 13-36, e Hot Stuff (ホットスタッフ?) di Sherry Savage per gli ep. 37-73. La sigla italiana, invece, è cantata da Cristina D'Avena.

## Lista episodi
| Nº                            | Titolo italiano Giapponese 「Kanji」 - Rōmaji - Traduzione letterale | In onda           | In onda           |
| Nº                            | Titolo italiano Giapponese 「Kanji」 - Rōmaji - Traduzione letterale | Giapponese        | Italiano          |
| Prima stagione (36 episodi)   | |                   |                   |
| 1                             | Un rischioso legame 「君はセクシーな泥棒」 - Kimi wa sekushīna dorobō – "Siete delle ladre sexy" | 11 luglio 1983    | 15 settembre 1985 |
| 1                             | Le sorelle Tashikel, Sheila, Kelly e Tati, gestiscono un bar chiamato "Occhi di gatto". In realtà le tre ragazze sono una banda di ladre dedita al furto di opere d'arte, anch'essa chiamata "Occhi di gatto", tuttavia non per lucro ma per ritrovare il loro amato padre scomparso, il famoso artista degli anni '40 Michael Heinz. A dare la caccia alle tre Gatte c'è l'ispettore Matthew Hisman del dipartimento di polizia, che puntualmente non riesce mai a catturarle. Le tre sono alle prese con il furto di un gioiello, che viene rubato da Sheila e Kelly. |                   |                   |
| 2                             | Il mistero del dipinto rubato 「ようこそ警察へ」 - Yōkoso keisatsu he – "Benvenuti alla polizia" | 18 luglio 1983    | 22 settembre 1985 |
| 2                             | Occhi di gatto si ritrova accusata della morte del proprietario di un quadro che intendeva rubare. La banda deve quindi riscattare il proprio nome e dimostrare la propria innocenza. |                   |                   |
| 3                             | Una fotografia compromettente 「うるさい小悪魔にご用心」 - Urusai shōakuma ni goyōshin – "Attenzione al piccolo diavolo rumoroso" | 25 luglio 1983    | 29 settembre 1985 |
| 3                             | Una compagna di classe di Tati scatta una foto a Sheila proprio mentre la Gatta sta tornando da un furto. La ragazza sviluppa la foto che però è venuta molto scura e delinea solo il corpo della ladra. Tuttavia l'improvvisata fotografa sospetta comunque di Sheila e fa di tutto per tenerla d'occhio. Le astute ladre riescono, però, ad avere la meglio. |                   |                   |
| 4                             | La moglie di Lupin 「挑戦者はパリの匂い」 - Charenjā wa Pari no nioi – "La sfidante ha il profumo di Parigi" | 1º agosto 1983    | 6 ottobre 1985    |
| 4                             | Un'affascinante ladra che si fa chiamare 'Moglie di Lupin' ostacola Occhi di gatto in un furto. È pronta anche ad ucciderle, ma riconoscendo in loro le figlie di Heinz decide di lasciarle andare, per ricambiare un favore fattole in passato dal pittore scomparso. |                   |                   |
| 5                             | Nemica spietata 「夜間飛行は危険な香り」 - Yakan hikō wa kiken'na kaori – "Il volo della notte ha una fragranza pericolosa" | 8 agosto 1983     | 13 ottobre 1985   |
| 5                             | Al dipartimento di polizia arriva Alice, ispettrice laureata in psicologia, campionessa di tiro al bersaglio, oltre che esperta di judo e karate. Durante una missione colpisce violentemente una della banda Occhi di gatto, che riconosce in Sheila. Decide quindi di tenerla d'occhio, rimanendo al bar in sua compagnia mentre le ladre hanno confermato il furto per la sera. Con uno stratagemma, Kelly e Tati riescono nell'impresa e ingannano l'ispettrice, facendole capire che le tre non sono affatto la banda Occhi di gatto. |                   |                   |
| 6                             | Lezione d'amore 「ちょっとだけ恋人気分」 - Chotto dake koibito kibun – "Sentirsi un po' come amanti" | 15 agosto 1983    | 20 ottobre 1985   |
| 6                             | Sheila, Kelly e Tati con Matthew partono per una vacanza. Sheila è convinta che Matthew non la ami, e Kelly spiega a quest'ultimo come comportarsi. Inoltre l'albergo sul mare in cui soggiornano è vicino al museo dove hanno intenzione di colpire, e l'unica via di fuga è il mare sotto un'altissima rupe. |                   |                   |
| 7                             | Un felice compleanno 「ラブサインは華やかに」 - Rabu sain wa hanayaka ni – "Rendere splendente un segno d'amore" | 22 agosto 1983    | 27 ottobre 1985   |
| 7                             | È il compleanno di Sheila, ma Matthew ha un impegno con il lavoro. Alla fine della giornata però le fa un regalo davvero romantico: scrive con le luci del palazzo di fronte "Sheila ti amo". |                   |                   |
| 8                             | Il segreto di un antico tesoro 「遥かなるトットチーノ」 - Harukanaru Tottochīno – "Il lontano Tottochino" | 29 agosto 1983    | 3 novembre 1985   |
| 8                             | Unendo due preziosi quadri l'ambasciatore di un paese straniero vuole scoprire il tesoro di un antico pittore fiorentino. Anche Occhi di gatto è interessata all'opera, ma al momento dell'unione scoppia un grandissimo incendio che uccide l'ambasciatore. Sheila e Kelly riescono a mettersi in salvo appena in tempo. |                   |                   |
| 9                             | Un buffo inseguimento 「とってもおかしな大追跡」 - Tottemo okashina dai tsuiseki – "Un inseguimento davvero strano" | 5 settembre 1983  | 10 novembre 1985  |
| 9                             | Matthew attende Sheila per un incontro e, quando quest'ultima si presenta, il ragazzo corre sbadatamente alla ricerca di un bagno, rovinando l'appuntamento e l'umore della ragazza. In seguito, Alice si presenta al bar Occhi di gatto e avverte il detective dell'imminente colpo della banda. Matthew vuole ingannare le tre ladre e, d'accordo con la polizia, decide di fuggire con il quadro che le sorelle avrebbero cercato al museo. Queste ultime però se ne accorgono e iniziano ad inseguirlo. Sheila riesce a sottrarre il quadro al detective ma si fa male alla caviglia durante l'inseguimento: Matthew riesce quindi ad acchiapparla ed entrambi cadono accidentalmente in un vecchio pozzo, dove trascorreranno la notte. Al risveglio, Sheila teme che Matthew possa riconoscerla, ma quest'ultimo ha temporaneamente perso la vista. Non potendo rischiare di parlare, la ragazza comunica con lui tracciando le parole sul suo palmo. I due vengono salvati da Kelly e Tati e Matthew riporta al museo il quadro, che poco tempo dopo sarà finalmente rubato dalle tre sorelle. |                   |                   |
| 10                            | L'insospettabile 「ドッグフードはお好き」 - Doggufūdo wa o suki – "Vi piace il cibo per cani?" | 12 settembre 1983 | 17 novembre 1985  |
| 10                            | Tati visita un museo in cerca di un quadro e si accorge che tutte le opere esposte sono dei falsi. Questa avverte le sorelle e Sheila, spacciandosi per una giornalista, decide di indagare e di incontrare il direttore del museo, il signor Jacobs. Nel frattempo, Matthew è in incognito per sorvegliare il luogo dalla banda Occhi di gatto e viene scoperto dal direttore, che non gradisce la presenza della polizia. Costretto dal capo, Matthew gli chiede perdono ma, quando viene aggredito dai suoi dobermann corazzati davanti agli occhi di Sheila, entrambi iniziano ad avere dei sospetti su di lui. Matthew viene ricoverato in ospedale, dove gli scagnozzi di Jacobs tentano il suo omicidio. Sheila però lo sposta in un altro letto prima che i criminali possano agire ed ottiene la conferma dei suoi sospetti. Intanto, Tati ha spiato il direttore e ha scoperto che tutti i quadri veri sono nascosti nella sua villa. La banda quindi agisce e, mentre Tati distrae e sconfigge i pericolosi cani di Jacobs, Sheila e Kelly trovano il quadro di loro interesse. Nel frattempo anche Matthew torna sulla scena e approfitta della confusione per irrompere nella villa. Jacobs, accorgendosi del colpo delle tre ladre, viene incastrato e arrestato da Matthew, che provvede a restituire il resto delle opere ai legittimi proprietari. |                   |                   |
| 11                            | Tentazione pericolosa (prima parte) 「アメリカの危険な誘惑」 - Amerika no kiken'na yūwaku – "Pericolosa tentazione d'America" | 19 settembre 1983 | 24 novembre 1985  |
| 11                            | La polizia sospetta che il casinò aperto all'ultimo piano dell'hotel Twilight sia gestito da un'organizzazione mafiosa e ordina a Matthew, accompagnato da Sheila, di sorvegliare il luogo in incognito. All'ingresso, la ragazza nota il dipinto "La donna pericolosa", appartenente alla collezione Heinz, e telefona immediatamente Kelly, che si confronta con il signor Marlows. Quest'ultima scopre che il quadro fu rubato dai nazisti, ai quali il padre delle tre ragazze, prima di scomparire misteriosamente, tentò di nascondere numerose opere. Kelly vuole scoprire come il proprietario del casinò ne sia venuto in possesso e si dirige sulla sua nave, la Queen Sherazard. Matthew, intrufolatosi nei corridoi privati del locale, viene catturato dalle guardie. Nel frattempo, Sheila ha vinto numerose mani e accetta di giocare alla roulette a patto che il quadro sia messo in palio. Il croupier stabilisce di giocare con il metodo americano per conoscere in anticipo il numero su cui indirizzare la pallina ed impedire la vittoria di Sheila. La ragazza però riesce a vincere grazie all'aiuto di Tati, che nel frattempo è entrata in scena in compagnia di Marlows e ha immobilizzato di nascosto il braccio del croupier. Sheila ottiene il quadro ma si accorge che si tratta di un falso: la copia originale si trova sulla Queen Sherazard, sulla quale la ragazza viene invitata direttamente dal proprietario del casinò, che vuole gestire personalmente la questione. |                   |                   |
| 12                            | Tentazione pericolosa (seconda parte) 「ヨーロッパの華麗な誘惑」 - Yōroppa no kareina yūwaku – "Brillante tentazione d'Europa" | 3 ottobre 1983    | 1º dicembre 1985  |
| 12                            | Sheila si trova in Guam in attesa dell'arrivo della nave casinò. Gli assistenti del proprietario del locale tentano celatamente di assassinarla e le mentono sulle condizioni di Matthew, che nel frattempo tengono prigioniero. Tati informa per telefono Kelly, che nel frattempo si trova sulla nave sotto falso nome, annunciandole quanto accaduto a Matthew e Sheila e che la nave attraccherà presto in Guam. Kelly, con un abile stratagemma, riesce ad incontrare il proprietario in persona e con una prova di coraggio ottiene il ruolo di croupier per la mano decisiva. Sheila sale sulla nave, dove viene trasportato anche Matthew. Quest'ultimo nel frattempo è stato localizzato da Alice, che non ha preso parte all'indagine per evitare di destare sospetti a causa della sua fama. La mano decisiva comincia e Sheila è sorpresa di incontrare la sorella. A giocare non è il proprietario del casinò ma Carol, la ragazza con cui Kelly aveva fatto amicizia sulla nave, che si rivela essere la collaboratrice di quest'ultimo. Ella decide di giocare con il metodo europeo, limitando così ogni possibilità d'imbroglio. Kelly però, allude con furbizia al mese di Settembre citando lo zaffiro, e Sheila capisce di dover puntare il numero nove. Al momento della vittoria, il proprietario si rifiuta di cedere l'opera alle ragazze che quindi, sfoggiando i propri travestimenti da gatte, si impossessano del quadro a modo loro. Intanto Tati e il signor Marlows giungono sulla scena con un idrovolante e si introducono nella nave, salvando Matthew e recuperando le ragazze. |                   |                   |
| 13                            | La promozione di Matthew 「行かないで私の恋」 - Ikanaide watashi no koi – "Non andare amore mio" | 10 ottobre 1983   | 8 dicembre 1985   |
| 13                            | Matthew sta studiando con impegno per superare un esame che gli permetterà di ottenere una promozione a vice-ispettore capo, posizione che gli consentirebbe di avere un salario maggiore e di potersi sposare. Se avesse ottenuto la promozione, Matthew sarebbe partito per un anno lavorando su un'isola. Quest'ultimo trova il coraggio di chiedere a Sheila di andare con lui, ma viene rifiutato. La ragazza infatti desidera partire con il fidanzato, ma non vuole abbandonare le sorelle nella loro missione. Kelly e Tati però la rassicurano incitandola ad accettare e, volendole dimostrare di potersela cavare da sole, organizzano un colpo. Nel frattempo anche Matthew inizia ad avere dei ripensamenti e, smettendo di studiare, si presenta inaspettatamente sulla scena, ponendo Tati, che intanto aveva già commesso il furto, in una situazione complicata. È proprio Sheila che, comparendo all'improvviso, distrae Matthew facendosi inseguire fino a seminarlo. La ragazza ha capito di non poter abbandonare il suo stile di vita e spera che Matthew possa cambiare idea e decidere di restare. Matthew a sua volta comprende di non potersi separare dalla banda Occhi di gatto, a cui vuole ancora dare la caccia, e il giorno seguente fallisce l'esame di proposito. Sapendo Matthew ancora vicino, Sheila in cuor suo si rallegra. |                   |                   |
| 14                            | Scacco alla polizia 「クレオパトラの身代金」 - Kureopatora no minoshirokin – "Il riscatto di Cleopatra" | 17 ottobre 1983   | 15 dicembre 1985  |
| 14                            | Matthew e Alice vengono fatti prigionieri da dei criminali e Occhi di gatto viene sospettata di ciò e del furto di una pietra preziosa, ma questa volta sono innocenti e fanno di tutto per scoprire il vero autore e liberare gli ostaggi. La pietra rientra comunque negli obiettivi della banda di ladre, e cercano quindi di rubarla. |                   |                   |
| 15                            | All'ultimo secondo 「真夜中に翔べレオタード」 - Mayonaka ni tobe reotādo – "La calzamaglia che vola nel cuore della notte" | 24 ottobre 1983   | 22 dicembre 1985  |
| 15                            | Kelly viene rapita da un collezionista di opere d'arte. Sheila e Tati entrano in azione per liberare la loro sorella maggiore. |                   |                   |
| 16                            | Sfida contro il tempo 「月曜日は微笑む時」 - Getsuyōbi wa hohoemu toki – "Il lunedì è tempo di sorridere" | 31 ottobre 1983   | 12 gennaio 1986   |
| 16                            | Sheila resta chiusa in una cassaforte per riuscire a rubare un quadro. Il piano è ben congegnato, ma Matthew vuole essere chiuso anche lui nella cassaforte per difendere meglio l'opera. Tuttavia l'aria all'interno della stanza finisce prima del previsto e Sheila tenta di fare la respirazione bocca a bocca al suo fidanzato per tenerlo in vita. Fortunatamente Kelly e Tati riescono ad entrare nella cassaforte, a rubare il dipinto e a salvare i due innamorati appena in tempo, il tutto sotto gli occhi della polizia che non sospetta minimamente che gli operai arrivati in soccorso sono in realtà Occhi di gatto. |                   |                   |
| 17                            | Preda e cacciatore 「死神には銃弾がふさわしい」 - Shinigami ni wa jūdan ga fusawashī – "I proiettili sono adatti al Signore della morte" | 7 novembre 1983   | 19 gennaio 1986   |
| 17                            | Tati viene ferita da un criminale mentre si trova con Matthew. Sheila si arrabbia molto con il suo fidanzato per non averla difesa, e lui rimane demoralizzato da ciò. In città, il guardiano del cimitero ha ucciso nove persone, ma afferma di non essere affatto un assassino e di averlo fatto solo per legittima difesa. Occhi di gatto, interessata ad un'opera esposta, e Matthew, deciso a riscattare il suo onore di ispettore di polizia, collaborando tra loro dimostrano la colpevolezza dell'uomo e lo fanno arrestare. |                   |                   |
| 18                            | Incontro sul ring 「追いつめられて」 - Oitsumerarete – "Messe all'angolo" | 14 novembre 1983  | 26 gennaio 1986   |
| 18                            | Durante la ritirata da un furto, inseguite da Matthew, la banda Occhi di gatto si ritrova nel bel mezzo di un match di wrestling. Non sapendo come scappare si travestono da lottatrici e affrontano varie avversarie sul ring. Grazie alla loro agilità, le tre Gatte riescono persino a vincere l'incontro. |                   |                   |
| 19                            | Una strategica invenzione 「あなただけに今晩は」 - Anata dake ni konbanwa – "Una buona serata soltanto per te" | 21 novembre 1983  | 2 febbraio 1986   |
| 19                            | Il commissariato di polizia custodisce una statua a forma di falco, segnata da un'antica maledizione che Occhi di gatto sfrutta a suo vantaggio; fanno infatti credere a Matthew che il falco proietta le immagini di decine di Gatte, provocate in realtà da un dispositivo di Tati posizionato al distretto di polizia da Sheila. |                   |                   |
| 20                            | Dichiarazione d'amore 「恋人たちのホリデー」 - Koibito-tachi no horidē – "La vacanza degli innamorati" | 28 novembre 1983  | 9 febbraio 1986   |
| 20                            | Sheila e Matthew partono per una vacanza e durante il tragitto incontrano una coppia di autostoppisti a cui danno un passaggio non sapendo che in realtà sono due ladri che utilizzano il nome 'Occhi di gatto' per rubare. Le vere Gatte mettono in atto un piano per punirli a dovere. |                   |                   |
| 21                            | Un degno rivale 「一度だけあなたに会いたい」 - Ichido dake anata ni aitai – "Anche solo per una volta voglio incontrarti" | 5 dicembre 1983   | 16 febbraio 1986  |
| 21                            | Durante un inseguimento con Matthew, Sheila per salvare la vita al fidanzato che sta cadendo da un tetto, perde un ciondolo donatole dal padre. Matthew, riconoscente alla Gatta, le chiede un appuntamento per restituirle il prezioso ciondolo. I due si incontrano alla stazione, ma lei resta solo di spalle. Proprio mentre sta andando via, il vento le solleva la gonna mostrando al detective, che si trova dietro, le sue gambe. E così il povero Matthew, intontito da quella visione, si fa sfuggire l'occasione di catturare la sua rivale. |                   |                   |
| 22                            | La promessa sposa di Matthew 「雪降る日の訪問者」 - Yukifuru-bi no hōmon-sha – "Ospite in un giorno nevoso" | 12 dicembre 1983  | 23 febbraio 1986  |
| 22                            | Mentre Sheila sta scappando dopo un furto, salva una bambina che sta per essere investita. Poco dopo viene a scoprire che la bambina in questione, che l'ha vista in viso, è la cuginetta di Matthew ed è venuta a Tokyo, a detta sua, per sposarlo. Ben presto la bimba viene quindi interrogata dalla polizia, ma fortunatamente il suo identikit di Occhi di gatto è sbagliato, così l'identità di Sheila è al sicuro. |                   |                   |
| 23                            | Per amore di Tati 「冬は恋の陽だまり」 - Fuyu wa koi no hidamari – "L'inverno è un amore caloroso" | 19 dicembre 1983  | 2 marzo 1986      |
| 23                            | Kelly e Sheila rubano un gioiello dal museo che ha come direttore il padre di Paul, un amico di Tati. Lei si arrabbia con le sorelle perché, dopo questo furto, il papà del suo amico verrà licenziato. Le ladre decidono così, per amore della sorella, di restituire la pietra. |                   |                   |
| 24                            | Un Natale indimenticabile 「サンタが空から降ってきた」 - Santa ga sora kara futtekita – "Babbo Natale è arrivato cadendo dal cielo" | 26 dicembre 1983  | 9 marzo 1986      |
| 24                            | Sheila e Kelly recuperano un disco in cui il papà aveva inciso un messaggio per loro due e soprattutto per Tati. Heinz, infatti, lo aveva mandato alla sua famiglia dagli USA, dove si trovava. Nel disco faceva alle sue donne tanti auguri di Natale e soprattutto donava alla bambina nella pancia della moglie il nome Tati (nella versione originale Ai, che significa "amore"). |                   |                   |
| 25                            | Sull'orlo del precipizio 「１２時の鐘が鳴るとき」 - 12-ji no kaneganaru toki – "Quando la campana suona le 12" | 9 gennaio 1984    | 16 marzo 1986     |
| 25                            | Le tre sorelle Tashikel accompagnate da Matthew vanno in vacanza sulla neve, perché sanno che in quella località si trova una scultura del loro padre. La giovane proprietaria di questa, che sfida senza successo Sheila in una gara di sci, non è affatto disposta a farsela rubare, ma Occhi di gatto ha la meglio. |                   |                   |
| 26                            | Tutti in pericolo (prima parte) 「ルナン島より愛をこめて」 - Runan shima yori ai wo komete – "Dall'isola di Lunan con amore" | 16 gennaio 1984   | 23 marzo 1986     |
| 26                            | Sheila viene attirata con l'inganno sull'isola di Lunan, un'isola situata nell'Oceano Pacifico, da un perfido uomo che conosce le abilità della banda Occhi di gatto. Egli la ricatta dicendole che se non si metterà al suo servizio e non ruberà ciò che lui vorrà, Matthew, appena catturato, verrà subito ucciso. Kelly e Tati giungono sul posto per aiutare la sorella, ma vengono scoperte. Le tre Gatte vengono messe alle strette quando l'uomo cerca di rivelare la loro vera identità a Matthew. |                   |                   |
| 27                            | Tutti in pericolo (seconda parte) 「ルナン島危機一髪」 - Runan shima kiki ippatsu – "Situazione critica all'isola di Lunan" | 23 gennaio 1984   | 30 marzo 1986     |
| 27                            | Occhi di gatto tenta la fuga dall'isola, ma l'elevata sicurezza della villa in cui si trovano crea qualche problema. L'uomo che li tiene prigionieri non si fa scrupoli ad usare armi, infatti Matthew viene ferito, ma alla fine Kelly, Sheila e Tati risolvono la situazione. |                   |                   |
| 28                            | Tati perde la memoria 「うしなわれた記憶」 - Ushinawareta kioku – "Memoria perduta" | 30 gennaio 1984   | 6 aprile 1986     |
| 28                            | Tati, fuggendo dopo un furto, scopre due killer che stanno posizionando una bomba sotto le rotaie del treno per uccidere un importante politico. I due, decisi ad eliminarla, la fanno cadere da una rupe. La piccola riesce a salvarsi, ma perde la memoria, che recupera appena in tempo per fare arrestare i due assassini e per recuperare il quadro che aveva perduto dopo la caduta. |                   |                   |
| 29                            | Una modella eccezionale 「ショーは華やかに」 - Shō wa hanayaka ni – "Rendere splendido lo spettacolo" | 6 febbraio 1984   | 13 aprile 1986    |
| 29                            | Per rubare un gioiello che verrà mostrato durante una sfilata di moda, Sheila si finge una modella. Il colpo è riuscito, ma Alice blocca la ladra mordendola. Il giorno dopo, al bar, la detective fa di tutto per vedere il segno del suo morso sul braccio di Sheila, ma non lo trova. La poliziotta, infatti, avendo perso gli occhiali durante la colluttazione, non si era accorta di aver morso la Gatta sulla gamba e non sul braccio. |                   |                   |
| 30                            | S.O.S. per Tati 「アスレチックは死の匂い」 - Asurechikku wa shi no nioi – "L'atletico ha il profumo della morte" | 13 febbraio 1984  | 20 aprile 1986    |
| 30                            | Kelly, Sheila e Tati organizzano un piano per rubare un quadro da un club clandestino, ma sfortunatamente Tati viene catturata e rischia di essere uccisa. Con grande astuzia, Occhi di gatto se la cava egregiamente. |                   |                   |
| 31                            | Un rivale per Matthew 「それはキッスで始まった」 - Sore wa kissu de hajimatta – "È iniziato con un bacio" | 20 febbraio 1984  | 22 aprile 1986    |
| 31                            | Occhi di gatto è interessata a rubare un rubino, ma purtroppo vengono precedute da un altro ladro. Quest'ultimo si è innamorato di Sheila e la rapisce, baciandola persino di fronte al fidanzato Matthew. Alla fine il ladro gentiluomo lascia il gioiello alle ragazze, mettendolo in una serra in mezzo alle rose. |                   |                   |
| 32                            | Un'atroce vendetta 「美術館は危険がいっぱい」 - Bijutsukan wa kiken ga ippai – "Il museo d'arte è pieno di pericoli" | 27 febbraio 1984  | 24 aprile 1986    |
| 32                            | Un'ametista è custodita in un museo d'arte e Occhi di gatto studia un piano per potersene impossessare. Durante la missione, però, si accorgono che la riuscita è fin troppo semplice, infatti le tre ladre sono state attirate con l'inganno e devono sfuggire alle trappole preparate appositamente per loro. Il motivo di ciò è che il proprietario della pietra è lo stesso di un quadro rubato precedentemente dalla banda, tornato per vendicarsi del furto. |                   |                   |
| 33                            | Duplice obiettivo 「標的はプロポーズ」 - Tāgetto wa puropōzu – "L'obiettivo è la proposta" | 5 marzo 1984      | 26 aprile 1986    |
| 33                            | Matthew vuole ufficializzare il fidanzamento con Sheila, per poi sposarla, a patto che prima riesca, se non a catturare la banda Occhi di gatto, quantomeno a far fallire un loro colpo. Durante il furto di un quadro, Matthew si dimostra molto più preparato del solito e Sheila rischia di venire vista da quello è che il suo fidanzato, tanto che nella ritirata non riesce a recuperare l'opera, ma solamente la cornice. Kelly, allora, svela alle sorelle che era proprio la cornice ciò che interessava a loro. |                   |                   |
| 34                            | Sulla pista giusta 「君はハインツを見たか？」 - Kimi wa Haintsu wo mita ka? – "Tu hai mai visto Heinz?" | 12 marzo 1984     | 27 aprile 1986    |
| 34                            | Matthew comincia a studiare i furti delle Gatte e nota che le tre ladre rubano solo opere della collezione Heinz. Indagando, scopre che l'artista aveva delle figlie e sospetta che le componenti di Occhi di gatto siano in qualche modo legate a lui. Kelly, Sheila e Tati, allora, rubano un dipinto del padre in cui la firma è stata cambiata da un impostore traditore del padre per deviare i sospetti. Matthew infatti, alla fine, pensa di avere sbagliato tutto il ragionamento. |                   |                   |
| 35                            | Una trappola per Matthew 「暴け！キャッツの秘密」 - Abake! Kyattsu no himitsu – "Rivelato! Il segreto delle Gatte" | 19 marzo 1984     | 29 aprile 1986    |
| 35                            | Matthew ha fra le mani un quadro di Heinz che mostra un paesaggio giapponese. Capisce allora che il pittore tedesco è stato in Giappone e inizia ad indagare. Il sig. Marlows aiuta, quindi, Kelly, Sheila e Tati a mantenere nascosto il legame fra loro e Heinz, sostituendosi al proprietario del quadro e riuscendo ad ingannare Matthew. |                   |                   |
| 36                            | Partenza per l'Europa 「ハインツを知る男」 - Haintsu wo shiru otoko – "L'uomo che conosce Heinz" | 26 marzo 1984     | 1º maggio 1986    |
| 36                            | Un vecchio amico europeo di Heinz attira le sorelle Tashikel sulla sua nave in cui si trova un quadro del suo amico pittore. Una volta incontrate le ragazze, rivela loro che il padre è vivo e si trova in Europa. Inoltre ha qualcosa di importante da comunicare loro. Sfortunatamente viene ucciso prima di poter rivelare loro la tanto attesa notizia, ma Kelly e le sue sorelle scoprono comunque che il padre è a Parigi, e decidono di partire subito alla sua ricerca. Sheila saluta il suo Matthew con un bacio, dicendogli che tornerà presto. |                   |                   |
| Seconda stagione (37 episodi) | |                   |                   |
| 37                            | Una gatta rivale 「フランスから来た牝猫」 - Furansu kara kita meneko – "La gatta venuta dalla Francia" | 8 ottobre 1984    | 3 maggio 1986     |
| 37                            | Kelly, Sheila e Tati si trovano a Parigi, in Francia, per raccogliere informazioni sul loro padre, l'artista Heinz. Un alleato comunica loro che in Giappone una ladra bionda ruba spacciandosi per la banda Occhi di gatto. Le tre sorelle decidono così di ripartire per il Giappone. La ladra, di nazionalità francese, dotata di grande forza, si mostra interessata ad un accordo fra lei e le sorelle Tashikel, ma queste rifiutano poiché loro non rubano per lucro, ma per ritrovare il loro padre. Durante una missione, le due parti hanno uno scontro, che si conclude con la sconfitta della ladra francese. |                   |                   |
| 38                            | Furto… sott'acqua 「ミッドナイトに濡れて舞う」 - Middonaito ni nurete mau – "Danza ammollo a mezzanotte" | 15 ottobre 1984   | 4 maggio 1986     |
| 38                            | Matthew, dopo i suoi innumerevoli insuccessi, viene allontanato dal caso Occhi di gatto perché ritenuto incapace di svolgere il compito. La banda Occhi di gatto aiuta, però, il detective a ritornare al suo posto, dopo avergli fatto catturare un trafficante di stupefacenti. |                   |                   |
| 39                            | Uno sporco ricatto 「天使たちの身代金」 - Tenshi-tachi no minoshirokin – "Il ricatto degli angeli" | 22 ottobre 1984   | 6 maggio 1986     |
| 39                            | Un collezionista d'arte rapisce alcuni bambini per ricattare Occhi di gatto affinché rubi dei quadri per lui. Le gatte per fortuna riescono a salvare i bimbi e a riprendere i quadri che avevano rubato in precedenza. |                   |                   |
| 40                            | Un insolito appuntamento 「暗闇でどっきり」 - Kurayami de dokkiri – "Uno sparo nel buio" | 29 ottobre 1984   | 8 maggio 1986     |
| 40                            | Mentre Sheila sta rubando un quadro, Matthew la blocca e la guarda in faccia, restando, ovviamente, scioccato. Tati lo colpisce alle spalle e lo fa svenire, ma ormai è tardi perché Matthew ha riconosciuto la sua fidanzata. Occhi di gatto, allora, ingegnosamente ripete l'intera scena, e al momento in cui Matthew guarda la Gatta, non vede Sheila, ma un'altra, perché stavolta la ladra indossa una maschera. |                   |                   |
| 41                            | Sul filo del rasoio 「狩人はバッヂをつけていた」 - Kariudo wa baddji wo tsukete ita – "Il cacciatore ha indosso un distintivo" | 5 novembre 1984   | 10 maggio 1986    |
| 41                            | Dopo numerosi fallimenti nel catturare Occhi di gatto, al commissariato dove lavora Matthew arriva il sig. Spencer, direttore della squadra speciale dai modi bruti. Durante un furto, Sheila viene catturata e fatta prigioniera con il capo di Alice e Matthew; nella stanza dove sono però comincia a mancare l'aria e Matthew e Alice costringono il sig. Spencer ad aprire. Alla fine, il sig. Spencer rimane vittima della sua stessa trappola e Occhi di gatto riesce nell'impresa. |                   |                   |
| 42                            | Ladre derubate 「盗まれたアイ・ラブ・ユー」 - Nusumareta ai rabu yū – "Il ti amo rubato" | 12 novembre 1984  | 11 maggio 1986    |
| 42                            | Matthew è stato rapinato e deve lasciare il suo appartamento finché non trova i soldi per pagare l'affitto. Chiede così a Sheila se lei, Tati e Kelly lo possono ospitare. Le tre sorelle lo accolgono in casa loro, ma rischiano di essere disturbate nelle loro missioni. Per esprimere tutta la sua gratitudine e il suo amore per Sheila, Matthew incide una dichiarazione su un nastro. Questo viene, però, preso dal ladro nº 107, che ruba anche un'importante litografia in cui si potrebbe scoprire la vera identità di Occhi di gatto. Le ladre fanno di tutto per riprenderla e Matthew riesce ad arrestare il criminale. |                   |                   |
| 43                            | Casa dolce casa 「おいしい生活」 - Oishī seikatsu – "Soggiorno delizioso" | 19 novembre 1984  | 13 maggio 1986    |
| 43                            | Nonostante abbia risolto i suoi problemi, Matthew decide di rimanere a vivere a casa di Sheila. Questo, tuttavia, crea non pochi problemi alle tre ladre riguardo ai loro furti. Sheila e le sue sorelle studiano un piano per mettere in imbarazzo Matthew e farlo andare via senza creare malumori, arrivando addirittura a litigare fra di loro fingendosi tutte innamorate di lui. |                   |                   |
| 44                            | Chi troppo vuole… 「華麗なる罠」 - Kareinaru wana – "Trappola eccezionale" | 26 novembre 1984  | 15 maggio 1986    |
| 44                            | Occhi di gatto ha rubato un quadro, ma si accorgono che si tratta di un falso. Oltre a quello, i quadri di quella collezione sono tutti falsi. Kelly, Tati e Sheila scoprono che i quadri originali sono nascosti, insieme al loro vero proprietario, che è stato rapito dai falsari. Le Gatte liberano l'uomo che, per ringraziarle, le ricompensa con il quadro appartenuto ad Heinz. |                   |                   |
| 45                            | Amore a prima vista 「恋の狂走曲」 - Koi no kyōsōkyoku | 3 dicembre 1984   | 17 maggio 1986    |
| 45                            | Tati ruba un diamante, ma essendo inseguita, lo nasconde nel primo posto che le capita. Tuttavia, lo nasconde all'interno di una macchina della polizia, quella scelta proprio da Matthew per portare Sheila in spiaggia. Un ladro, che passava di lì per caso, ruba la macchina, e spetta a Sheila recuperare la gemma e salvare il veicolo. |                   |                   |
| 46                            | Gioco pericoloso 「もっとも危険なゲーム」 - Mottomo kiken'na gēmu – "Il gioco più pericoloso" | 10 dicembre 1984  | 18 maggio 1986    |
| 46                            | Un criminale viene portato in prigione per essere interrogato, ma Matthew se lo fa sfuggire a causa di Occhi di gatto. La banda, infatti, con l'aiuto del sig. Marlows, deve trovare un modo per ottenere un quadro di Heinz prima che il criminale lo consegni alla mafia. |                   |                   |
| 47                            | Per una bottiglia di vino 「プレゼントはパパのワイン」 - Purezento wa papa no wain – "Il regalo è il vino di papà" | 17 dicembre 1984  | 22 maggio 1986    |
| 47                            | Un misterioso uomo arriva al bar delle sorelle Tashikel dicendo di essere stato il maestro d'arte di Heinz. Egli rivela di stare cercando una bottiglia di vino con l'etichetta disegnata da Heinz e chiede l'aiuto a Occhi di gatto. Tuttavia il suo comportamento nasconde qualcosa: si tratta infatti di un impostore alla ricerca dell'antica bottiglia affondata in un sottomarino, che interessa anche alle SS. |                   |                   |
| 48                            | Mistero nella notte 「冬の夜はミステリー」 - Fuyu no yoru wa misuterī – "Le notti d'inverno sono un mistero" | 7 gennaio 1985    | 20 maggio 1986    |
| 48                            | Durante uno spettacolo di stuntmen, Tati fa la conoscenza di un ragazzo più grande, studente di psicologia, che le manda settimanalmente video musicali. Questo tizio per caso ha scoperto l'identità di Occhi di gatto e ipnotizza Tati per ottenere i quadri che vuole. Tati infatti, subito dopo la visione del nuovo video ruba un quadro della collezione sua e delle sorelle e lo porta al ragazzo. Quando Sheila e Kelly la scoprono, il ragazzo ipnotizza Tati e le ordina di uccidere le sorelle. Fortunatamente le ragazze scoprono l'inganno e liberano la sorellina dalla trance ipnotica. |                   |                   |
| 49                            | Un'amica per Tati 「横浜ベイブルース」 - Yokohama beiburūsu – "Il blu della baia di Yokohama" | 14 gennaio 1985   | 24 maggio 1986    |
| 49                            | A Occhi di gatto interessa un quadro Heinz appartenente ad un miliardario, ma al momento di rubarlo, non lo trovano. La figlia del ricco proprietario, infatti, è scappata da casa portando il quadro con sé per far soffrire il padre, a suo giudizio poco interessato a lei. Tati fa amicizia con la ragazza, che all'inizio è molto diffidente, e approfittando di un attimo di distrazione sostituisce il quadro vero con un falso. Inoltre le Gatte fanno arrestare una guardia del padre della ragazza che aveva a sua volta rubato il quadro. |                   |                   |
| 50                            | La spilla della discordia 「君に星の涙を」 - Kimi ni hoshi no namida wo – "A te va la lacrima di stella" | 21 gennaio 1985   | 25 maggio 1986    |
| 50                            | Matthew si fa accompagnare da Alice in una gioielleria per scegliere una spilla per Sheila. La ragazza però, vedendo i due insieme, fa una scenata di gelosia al proprio fidanzato. Inoltre nella stessa gioielleria viene commesso un furto, in cui viene rubato, oltre alla spilla di Sheila, anche un gioiello di Heinz. Sheila si finge la figlia di un noto intagliatore di gemme, scomparso da poco, per intrufolarsi nel covo dei ladri e recuperare il gioiello del padre. Matthew, intervenuto in incognito per recuperare la spilla per la fidanzata, crea la confusione necessaria a Sheila per scappare col gioiello, dal momento che è stata scoperta e smascherata. |                   |                   |
| 51                            | Matthew e Sheila sposi 「偽りのウェディング・ベル」 - Itsuwari no wedingu beru – "Le false campane di nozze" | 28 gennaio 1985   | 27 maggio 1986    |
| 51                            | Le Gatte vanno in montagna e annunciano di rubare una statua dalla cappella dell'albergo. La polizia, allora, decide di catturarle organizzando un falso matrimonio fra Matthew e Sheila. La ragazza si trova in difficoltà per il suo duplice ruolo, ma accetta solo perché gelosa di Alice, che si era offerta di fare da sposa, e doveva ovviamente baciare lo sposo. Kelly e Tati ad ogni modo riescono anche senza di lei nel loro intento, grazie soprattutto al sig. Marlows. |                   |                   |
| 52                            | Il rapimento di Sheila 「甘い誘いに気をつけて」 - Amai sasoi ni kiwotsukete – "Attenzione al dolce invito" | 4 febbraio 1985   | 29 maggio 1986    |
| 52                            | Sheila viene chiusa in cassaforte dal proprietario del quadro che Occhi di gatto desidera rubare. Kelly e Tati riescono comunque a liberarla, insieme ad altre ragazze rapite dall'uomo, e riescono a rubare il loro quadro. |                   |                   |
| 53                            | Il profumo delle Hawaii 「さらば、冬のカモメ」 - Saraba, fuyu no kamome – "Addio, gabbiano d'inverno" | 11 febbraio 1985  | 31 maggio 1986    |
| 53                            | Un marinaio americano viene arrestato per furto, ma la vera colpevole è la sua ragazza, una modella che finge di amarlo solo per i suoi scopi. Quando le Gatte scoprono la verità e chiariscono tutto anche con la polizia, il marinaio continua ad illudersi che la sua amata modella è innocente. |                   |                   |
| 54                            | La lucciola 「課長のほれた女」 - Kachō no horeta onna (hito) – "La donna di cui il capo si è innamorato" | 18 febbraio 1985  | 1º giugno 1986    |
| 54                            | Una ladra, chiamata 'lucciola', si serve del capo della polizia, innamorato di lei, per i suoi colpi. |                   |                   |
| 55                            | Sfida al computer 「犬鳴署三重奏」 - Inunari-sho sanjūsō – "Il trio del commissariato Inunari" | 25 febbraio 1985  | 3 giugno 1986     |
| 55                            | Occhi di gatto deve trovare la password del capo e di Alice per accedere ai nuovi computer della polizia e rubare quindi un quadro. La password di Alice è il suo piatto preferito, ovvero le patate dolci, e quella del capo è il nome della moglie. |                   |                   |
| 56                            | Nemici… per la pelle 「転校生に胸さわぎ」 - Tenkōsei ni munasawagi – "Sentimenti inquieti per lo studente appena trasferitosi" | 4 marzo 1985      | 5 giugno 1986     |
| 56                            | Un compagno di scuola di Tati, apparentemente antipatico, è figlio di un famoso violinista morto da poco di cui è l'unico erede. Le sue guardie del corpo tentano di ucciderlo per rubare il violino del padre, pezzo oltretutto di Heinz. Occhi di gatto aiuta il ragazzo che, per sdebitarsi, regala loro il violino, rivelando che il suo defunto papà era molto amico del padre delle ragazze. |                   |                   |
| 57                            | Pericoloso inganno 「悪党どもに鎮魂歌を」 - Akutō-domo ni rekuiemu wo – "Un requiem per i criminali" | 11 marzo 1985     | 7 giugno 1986     |
| 57                            | La banda Occhi di gatto è accusata dell'omicidio del proprietario di un dipinto, ma riesce a discolparsi, sottraendo comunque l'opera. |                   |                   |
| 58                            | Misteriosa rivale 「幻の女を愛した俊夫」 - Maboroshi no onna wo aishita Toshio – "La misteriosa donna di cui Toshio si è innamorato" | 18 marzo 1985     | 8 giugno 1986     |
| 58                            | Sheila aiuta Matthew ad avere qualche successo nella polizia, fingendosi un'informatrice innamorata di lui. Matthew vorrebbe vedere in viso la donna-aiutante, e lei promette che lo accontenterà solo se lui rinuncerà alla sua ragazza e la seguirà nel suo viaggio. Alla fine, però, Matthew decide di restare fedele alla sua Sheila. |                   |                   |
| 59                            | Kelly s'innamora 「恋は突然に」 - Koi wa totsuzen ni – "L'amore arriva all'improvviso" | 25 marzo 1985     | 10 giugno 1986    |
| 59                            | Le sorelle Tashikel devono rubare un quadro del loro padre, ma si accorgono che quello esposto al museo è un falso, anche se molto bene eseguito. Ad accorgersene è Kelly, che da bambina aveva dipinto alcune parti del quadro insieme al papà. La ragazza, fingendosi una modella, entra in contatto col ragazzo che falsifica i quadri e scopre che egli è costretto a farlo perché minacciato dal padrino. Kelly lo aiuta perché se n'è innamorata, ma all'ultimo momento decide di non seguirlo in Europa come gli aveva promesso per restare con le sue sorelle. |                   |                   |
| 60                            | Missione "Pesce d'aprile" 「エイプリルフールはお熱く」 - Eipurirufūru wa o atsuku – "Il pesce d'aprile diventa eccitante" | 1º aprile 1985    | 12 giugno 1986    |
| 60                            | Il killer ingaggiato da un ricco trafficante di droga per uccidere Occhi di gatto somiglia incredibilmente a Matthew, e quest'ultimo vuole sfruttare il fatto per arrivare al trafficante e arrestarlo. Chiede, così, a Tati, Sheila e Kelly di travestirsi dalla banda Occhi di gatto e aiutarlo nell'impresa. Con il pretesto di catturare Occhi di gatto, Matthew si spaccia per il killer e ispeziona la villa del narcotrafficante, scoprendo che la merce è nascosta sotto una statuetta. Le tre sorelle aiutano per l'occasione la polizia, ma ne approfittano per rubare la statuetta in questione. Alla fine tutti i colpevoli della losca situazione vengono arrestati, tranne Occhi di gatto, che riesce a farla franca ancora una volta. |                   |                   |
| 61                            | Un'adorabile impicciona 「気まぐれスクランブル」 - Kimagure sukuranburu – "Capricciosa arrampicata" | 8 aprile 1985     | 14 giugno 1986    |
| 61                            | Una nuova collega, molto maldestra, si innamora di Matthew e cerca di aiutarlo ad arrestare la banda Occhi di gatto. Durante una festa a bordo di uno yacht, riesce persino a chiudere Sheila in cassaforte, ma la ladra riesce a scappare. |                   |                   |
| 62                            | Una partita ben giocata 「恋のハーフタイム」 - Koi no hāfutaimu – "Primo tempo d'amore" | 15 aprile 1985    | 15 giugno 1986    |
| 62                            | Per non essere catturate, Kelly e Sheila nascondono di corsa una gemma rubata in una palla da football della scuola di Tati. Occhi di gatto deve recuperare il bottino, nonostante la palla sia ormai entrata in campo. |                   |                   |
| 63                            | Il nuovo capo 「泣くな犬鳴トリオ」 - Nakuna Inunari torio – "Non piangete trio Inunari" | 22 aprile 1985    | 17 giugno 1986    |
| 63                            | Un nuovo capo arriva al commissariato di polizia, ma dopo un intervento di Occhi di gatto e un tentativo fallito di arrestare le ladre da parte di Alice, Matthew e del capo, tutto torna come prima. |                   |                   |
| 64                            | Sheila diventa baby sitter 「サヨナラボクのママ達」 - Sayonara boku no mama-tachi – "Addio mamme" | 29 aprile 1985    | 19 giugno 1986    |
| 64                            | Una vicina di casa di Matthew affida il suo bimbo alle cure del detective, che a sua volta non potendosene occupare lo affida a Sheila e sorelle. Le tre, però, devono a tutti i costi rubare un quadro e decidono quindi di portarlo con loro. Il bimbo si divertirà moltissimo e aiuterà addirittura Sheila a fuggire. |                   |                   |
| 65                            | Due vecchietti… molto giovani 「フルムーンに乾杯」 - Furumūn ni kanpai – "Un brindisi alla luna piena" | 6 maggio 1985     | 21 giugno 1986    |
| 65                            | Un'anziana coppia di coniugi inscena il proprio rapimento per creare qualcosa di innovativo nella loro vita. Alla fine di tutto regalano alle Gatte le loro fedi nuziali (che le sorelle intendevano rubare), per ringraziarle di averli aiutati anche se indirettamente. |                   |                   |
| 66                            | L'indovino 「ダンスは星空で」 - Dansu wa hoshizora de – "La danza nel cielo stellato" | 13 maggio 1985    | 24 giugno 1986    |
| 66                            | Sheila e Matthew hanno qualche problema di coppia, a causa di profezie dette da un indovino e lette su una rivista. Intanto un politico non molto "pulito" riceve un quadro di Heinz a bordo di un lussuoso dirigibile. La polizia, aiutata da un avviso di Occhi di gatto, che nel frattempo riesce a salire sul dirigibile, riesce ad arrestare il malfattore. Matthew alla fine danzerà con una bellissima donna vestita da odalisca, senza capire che si tratta della sua fidanzata Sheila. |                   |                   |
| 67                            | Il concorso di bellezza 「素晴らしきレオタード」 - Subarashiki reotādo – "Calzamaglia meravigliosa" | 27 maggio 1985    | 26 giugno 1986    |
| 67                            | Su suggerimento di Matthew, le sorelle Tashikel si iscrivono ad un concorso di bellezza. Le tre diventano parecchio interessate quando scoprono che il premio per la vincitrice è un gioiello a forma di unicorno della collezione Heinz. Sfortunatamente a vincere concorso e gioiello è Alice, ma Occhi di gatto ruba comunque alla detective il prezioso ciondolo. |                   |                   |
| 68                            | Un nascondiglio sicuro 「瞳にくびったけ」 - Hitomi ni kubittake – "Tutti pazzi per Hitomi" | 3 giugno 1985     | 28 giugno 1986    |
| 68                            | Un ladro appena scarcerato cerca il luogo dove ha nascosto la sua refurtiva. Purtroppo dal suo arresto sono trascorsi 10 anni e il parco in cui aveva nascosto il bottino è diventata la stazione di polizia. L'uomo si fa dunque arrestare per scavare e trovare ciò che cerca, ma viene preceduto da Occhi di gatto. |                   |                   |
| 69                            | Chi è Occhi di gatto? 「キャッツにハートブレイク」 - Kyattsu ni hātobureiku – "Cuore infranto per le Gatte" | 10 giugno 1985    | 1º luglio 1986    |
| 69                            | Sheila si traveste da uomo per studiare alcuni sistemi d'allarme per poi agire durante la notte, ma Alice e una ragazzina si innamorano di lei. La ragazza deve così liberarsi delle sue pretendenti e rubare il quadro che desidera. |                   |                   |
| 70                            | Agguato negli abissi 「南十字星に愛をこめて」 - Minami Jūjisei ni ai wo komete – "Con amore alla Croce del Sud" | 17 giugno 1985    | 3 luglio 1986     |
| 70                            | Le Gatte si recano su un'isola del Pacifico in cui, in una nave affondata, si trovano molti quadri rubati, fra cui anche uno del loro padre. Grazie all'aiuto del legittimo proprietario dei quadri (che regalerà loro quello di Heinz) eliminano dei crudeli assassini che vogliono impadronirsi del tesoro. |                   |                   |
| 71                            | Una gatta in televisione 「君の素顔はシルエット」 - Kimi no sugao wa shiruetto – "La tua faccia è una silhouette" | 24 giugno 1985    | 5 luglio 1986     |
| 71                            | Un losco individuo, proprietario di un museo, è riuscito a filmare Kelly mentre rubava un quadro e annuncia di voler trasmettere quelle immagini in diretta TV. Occhi di gatto tuttavia non se ne preoccupa perché al momento del furto indossava una maschera maschile, e ciò permetterà ancora una volta di non far scoprire la vera identità della banda. |                   |                   |
| 72                            | Un furto quasi impossibile 「盗みのチャンスは一度だけ」 - Nusumi no chansu wa ichido dake – "L'occasione per rubare è solo una" | 1º luglio 1985    | 8 luglio 1986     |
| 72                            | Il proprietario di un museo ha creato un sistema d'allarme molto efficace. Solo grazie all'intelligenza di Sheila e agli errori di Matthew, la banda delle Gatte riesce in uno dei furti più complicati e stancanti. |                   |                   |
| 73                            | Finzione o realtà? 「愛のカーテンコール」 - Ai no kātenkōru – "La chiamata alla ribalta dell'amore" | 8 luglio 1985     | 10 luglio 1986    |
| 73                            | Tati si improvvisa regista per la sua scuola e scrive il copione per uno spettacolo intitolato "Occhi di gatto". Gli attori sono Matthew, Alice, il capo e le sue sorelle per i ruoli principali. La trama ha il personaggio di Sheila intenta a rubare l'anello di una delle attrici, ma viene catturata da Matthew che nello scoprire che la Gatta e la fidanzata sono la stessa donna, non sa cosa fare. Dopo la conclusione della recita, Matthew confida a Sheila che per un attimo tutto gli era sembrato vero e la ragazza gli chiede cosa farebbe se fosse davvero così, ma Matthew non bada molto alle sue parole, dicendole di smettere di scherzare. Infine arriva Alice con in mano il biglietto di Occhi di gatto, in cui annuncia di aver preso davvero l'anello. |                   |                   |